# Helcogramma solorensis
Helcogramma solorensis es una especie de pez de la familia Tripterygiidae en el orden de los Perciformes.

## Morfología
• Los machos pueden llegar alcanzar los 3,9 cm de longitud total.

## Hábitat
Es un pez de mar y de clima tropical que vive hasta los 3 m de profundidad.

## Distribución geográfica
Se encuentran en Indonesia.